# Xã Findley, Quận Mercer, Pennsylvania
Xã Findley (tiếng Anh: Findley Township) là một xã thuộc quận Mercer, tiểu bang Pennsylvania, Hoa Kỳ. Năm 2010, dân số của xã này là 2.910 người.